# Kerk van Ballum (Tønder)
De Kerk van Ballum (Deens: Ballum Kirke) is de lutherse parochiekerk van het dorp Vesterende-Ballum in de gemeente Tønder, Denemarken. De kerk is prachtig gelegen aan het polderlandschap van Ballum bij de Waddenzee en wordt omgeven door een aantal mooie oude huizen.

## Beschrijving
De kerk bestaat uit een romaans kerkschip met koor en apsis, een laatgotische toren en sacristie en een voorportaal (dat tegenwoordig dienstdoet als kapel) uit de renaissance. De deels van tufsteen en deels van baksteen gebouwde kerk werd witgekalkt, met uitzondering van de van rode baksteen gebouwde toren. De daken hebben allemaal een loden bedekking. De toren is circa 31 meter hoog. Het romaanse deel van de kerk bezit fraaie muurfriezen, het rijkst versierd is de buitenmuur van de apsis met zeven arcades en daarboven elkaar kruisende rondboogfriezen.
Tot 1859 was er ook een zuidelijk portaal, dat waarschijnlijk al in het begin van de 18e eeuw dienstdeed als school voor de parochie. De huidige toegang tot de kerk is door de overwelfde torenruimte.
De in de jaren 1100 gebouwde kerk werd voor het eerst in 1265 in de bronnen genoemd en in 1514 gedocumenteerd als een aan de heilige Nicolaas gewijde kerk, de patroon van de zeelieden. Na de reformatie verviel het gebouw aan de kroon, maar in 1661 verkreeg Hans Schack de patronaatsrechten en de kerk bleef onder het graafschap Schackenborg vallen tot oktober 1931, toen het een zelfstandig kerkgebouw werd.
Tijdens de oorlogen met Zweden in de jaren 1600 had de kerk het zwaar te verduren: in een verzoek aan de koning uit 1654 om hulp voor de aanschaf van nieuw kerkmeubilair staat dat de Zweden het kerkgebouw voor de verdediging en de toren als wapenkamer hadden gebruikt.

## Interieur

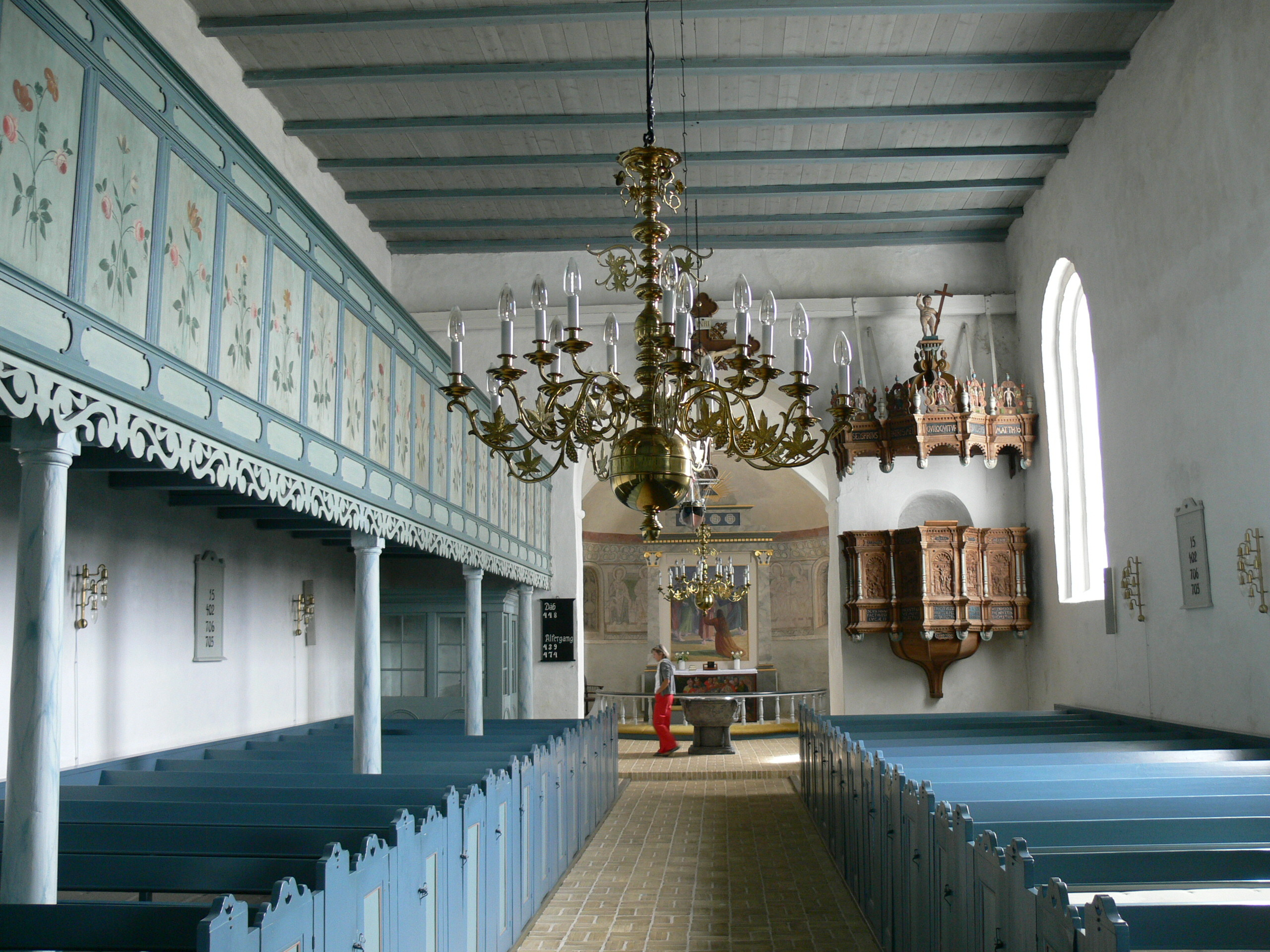
Interieur

De apsis heeft een oorspronkelijk gewelf, het koorgewelf dateert uit de 15e eeuw en het kerkschip heeft een balkenplafond met balken die nog uit de romaanse tijd dateren. De noordelijke sacristie heeft een kruisgewelf.
Binnen de apsis zijn laat-romaanse fresco's van rond 1250 of iets later. Het frescofries met apostelen werd in 1931 herontdekt en in 1936 gerestaureerd door Egmont Lind. Van het oorspronkelijk aan de heilige Nicolaas en de Maagd Maria gewijde altaar is de altaartafel middeleeuws. Het classicistische altaarstuk uit het begin van de 19e eeuw  omlijst een groot schilderij uit 1924 van Niels Larsen Stevns. Het heeft als thema “Wie zonder zonde is werpe de eerste steen” en stelt Jezus en de kanaänitische vrouw voor.
Het romaanse doopvont is van zwarte kalksteen uit  het Belgische Namen en versierd met hoofden en fabeldieren. De beeldhouwer Vitus Nielsen restaureerde het in de jaren 1957-1958. Boven het doopvont hing vroeger een deksel, maar die werd in 1906 verwijderd en bestaat niet meer.
De preekstoel met zeven reliëfs bevindt zich aan het zuidelijke deel van de koorboog en is van het zogenaamde Tønder-type. De reliëfs stellen voor: de annunciatie, de aanbidding der herders, de doop van Jezus, de kruisiging, de opstanding, de hemelvaart en het Jongste Gericht.
Het kerkschip wordt gedomineerd door twee barokke galerijen: één langs de westelijke muur uit 1692 en één langs de noordelijke muur uit 1734.
In het kerkschip hangt het  votiefschip de driemaster "Virginie" uit 1858.

## Klokken
In de toren hangen twee klokken, één uit 1709 en één uit 1781.

## Orgel
Het orgel op de galerij werd in 1880 geplaatst en gebouwd door de orgelbouwfirma Marcussen & Søn uit Aabenraa.

## Afbeeldingen

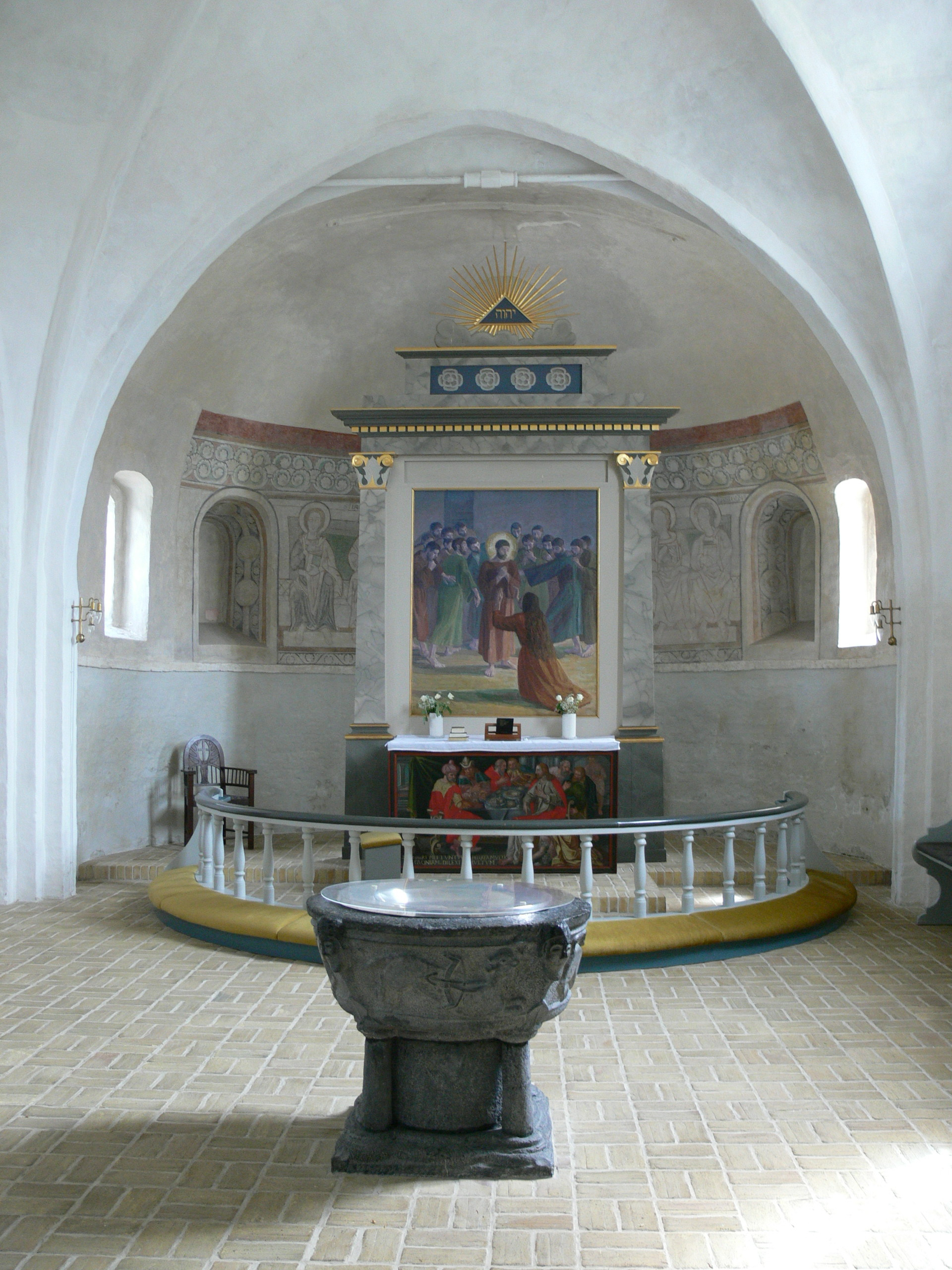
Altaar
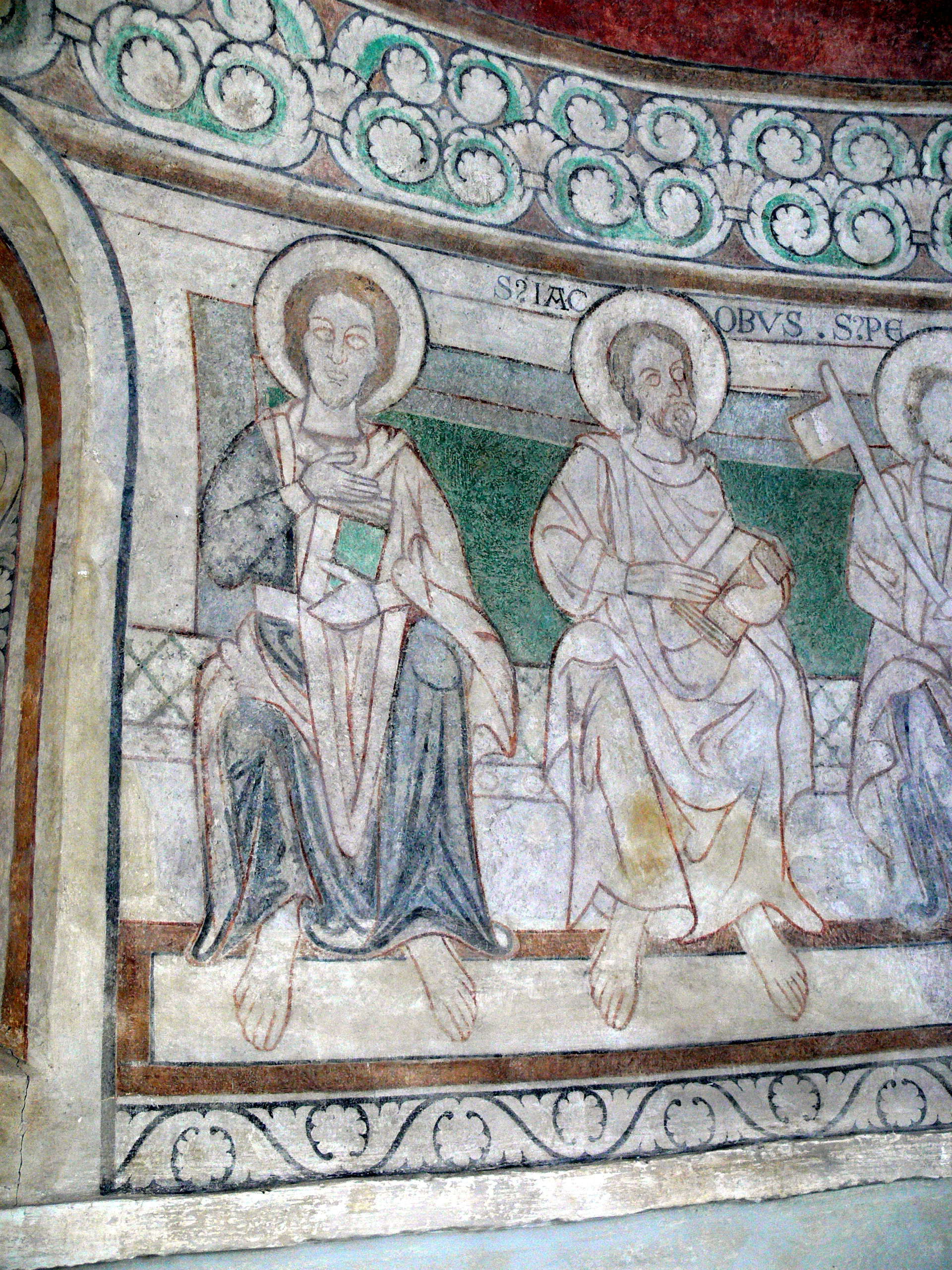
Romaanse fresco's van de apostelen in de apsis
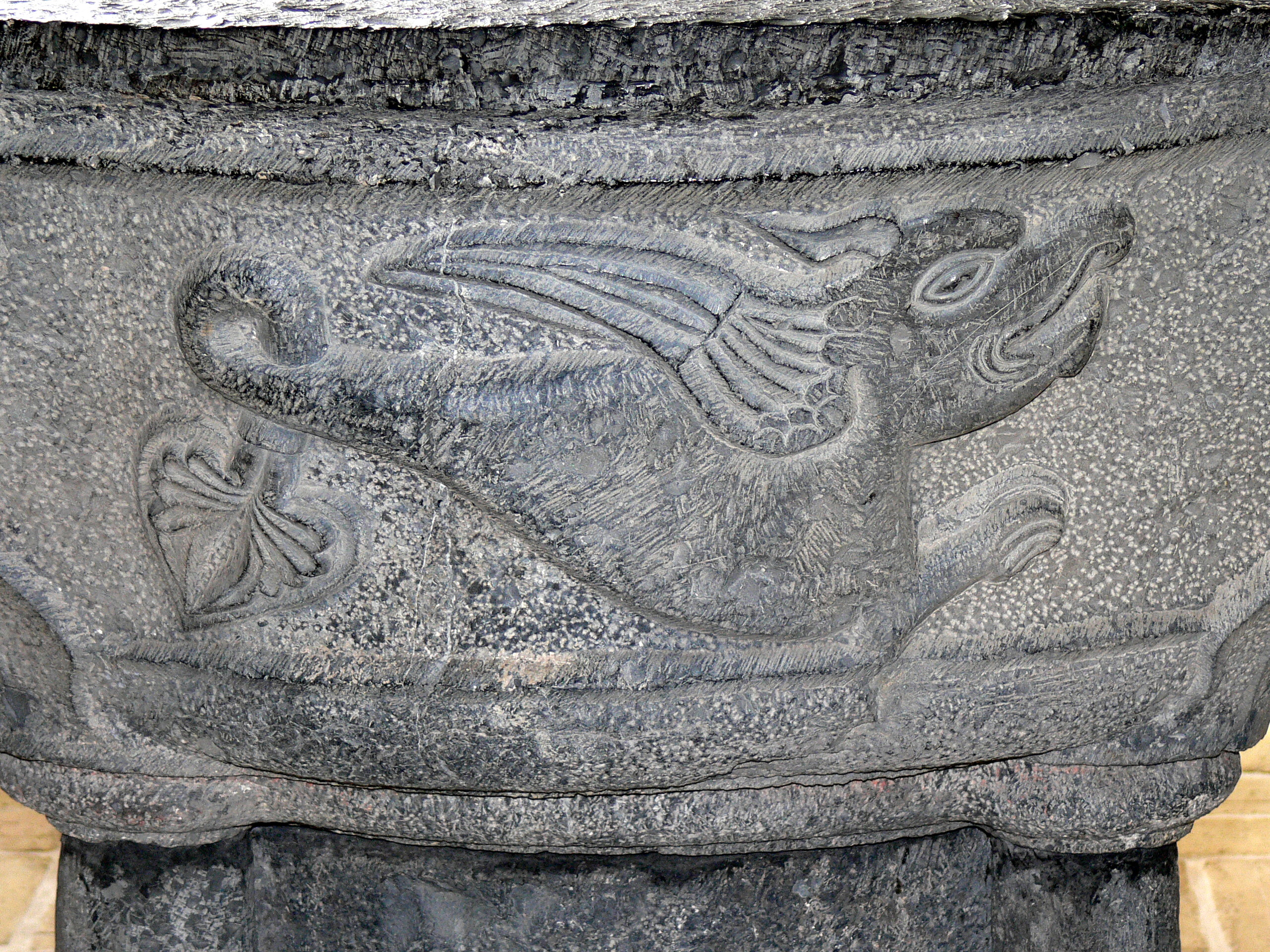
Romaans doopvont (detail)
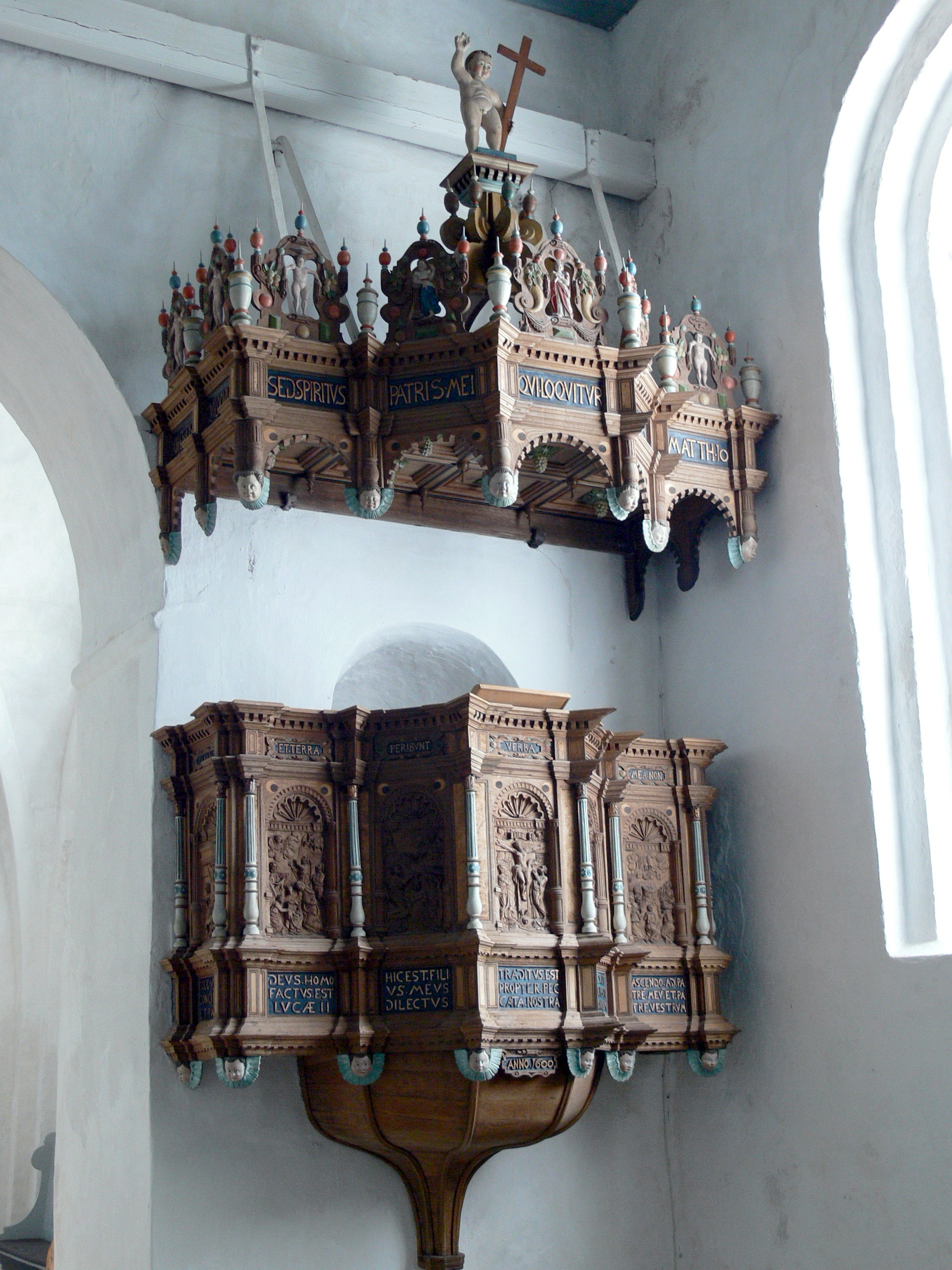
Preekstoel